# Râul Boura
Râul Boura este un curs de apă, afluent al râului Moldova.